# BCP-1細胞
BCP-1 (BCP-1 Cells) 是淋巴瘤克隆細胞系，最初是分離於人類免疫缺乏病毒呈陰性的男性原發性體液淋巴瘤（PEL）患者的外周血單核細胞。 BCP-1細胞對卡波西氏肉瘤疱疹病毒 (KSHV) 呈陽性，但是對人類皰疹病毒第四型呈陰性。該細胞系目前廣泛應用於KSHV血清學測定、流行病學研究及其他的KSHV實驗研究，例如在TPA潛伏期或KSHV ORF 50異位表達引起的KSHV重新激活。

## 外部連結
- Cellosaurus entry for BCP-1（页面存档备份，存于）